# Дарт Вейдър
Дарт Вейдър (роден Анакин Скайуокър) е герой от кинопоредицата Междузвездни войни. Той е централният антагонист (противник) и герой и се появява в оригиналната трилогия, както и принципно всички филми от поредицата, освен 7-и, 8-и и 9-и. Създателят на поредицата Междузвездни войни Джордж Лукас назовава първите шест епизода от поредицата като „Трагедията на Дарт Вейдър“. По начало обикновен роб на планетата Татуин, Според пророчеството Анакин Скайуокър е т.нар. джедай, който трябва да допринесе за баланса в Силата. Той е примамен към тъмната страна на Силата от Палпатин и се превръща в един от Лордовете на Ситите. След като остава изгорен и раздробен на части на планетната система Мустафар след дуел със своят бивш ментор Оби-Уан Кеноби, Анакин е спасен от Палпатин и превърнат в Киборг. Оттогава той е главнокомандващ на армиите на Галактическата империя и дясната ръка на Палпатин (Дарт Сидиъс), до момента, в който е опростен от своят син Люк Скайуокър след като убива Палпатин като го хвърля в сърцето на реактора на втората „Звезда на смъртта“, на която са. По този начин той се жертва самия. Преди да стане Дарт Вейдър, той е тайният съпруг на Принцеса Падме Амидала, също така той е бащата на Принцеса Лея и дядо на Кайло Рен. Люк и Принцеса Лея са скрити от него при раждането им.
Героят е игран във времето от различни актьори: Дейвид Прауз, който физически играе Вейдър, докато междувременно Джеймс Ърл Джоунс озвучава героя с легендарния си глас в оригиналната трилогия. Себастиян Шол играе Вейдър със свалена маска в Завръщането на джедаите както и призрака на Вейдър, който се появява в същия филм. Джейк Лойд и Хейдън Кристенсен играят ролята в трилогията предшестваща оригиналната трилогия, респективно Кристенсен също играе ролята на духа в Завръщането на Джедаите от 2004 насам. Неговите появи са в първите 6 епизода, както и в Rogue One: История от Междузвездни войни. Той е споменат и в Силата се пробужда както и Последния джедай, както и вокално се изразява като Дарт Вейдър и Анакин Скайуокър. Той се появява и в телевизионната анимационна поредица Войните на клонираните (The Clone Wars) както и множество участия във видео игри, романи, книги и комикси като част от Света на Междузвездни войни.
Дарт Вейдър е един от най-известните злодеи във филмовата история (на трето място в класацията на Американския филмов институт за 100-те най-големи герои и злодеи в киното).

## Създаване и развитие на персонажа Дарт Вейдър
Няколко комбинации на имена за героя са изработени, базирани върху фразата „Черна Вода“ (Black Water). „Тогава Лукас добави много имена като Вейдъри, Уилсъни, Смитс, и тогава му хрумна комбинацията между Дарт и Вейдър“. След излизането на Империята отвръща на удара (1980), Лукас казва, че името Вейдър е базирано на немско-холандската дума ватер/вадер (vater or vader), което означава „Баща“ – това прави името нарицателно за Тъмен Баща. Други думи, които са вдъхновили името Дарт Вейдър са „смърт“ или „нахлуващ“ (invader).